# Leucoloma marojeziense
Leucoloma marojeziense là một loài rêu trong họ Dicranaceae. Loài này được La Farge mô tả khoa học đầu tiên năm 2002.